# Heatmiser
Heatmiser var ett amerikanskt indierockband från Portland, Oregon. Bandet bestod av Elliott Smith (gitarr och sång), Neil Gust (gitarr och sång), Brandt Peterson (bas; skulle senare bli utbytt av Sam Coomes från Quasi), och Tony Lash (trummor). De poporienterade låtarna av Elliott Smith stod i kontrast till Neil Gusts mörkare låtar, dock så handlade bådas texter ofta om utanförskap, ensamhet, förtvivlan och ilska.

## Historia
Elliott och Neil mötte varandra medan de gick på Hampshire College. Tillsammans spelade de på olika klubbar och blandade egna låtar med covers av andras låtar.
Efter deras examen från Hampshire återvände de till Portland där de bildade bandet med den line-up det är känt för idag. Brandt Peterson spelade bas på albumen Dead Air och Cop and Speeder, EP:n Yellow No. 5 och flera singlar. Peterson lämnade bandet i augusti 1994. Sam Coomes, en vän till Smith, spelade bas på Heatmiser sista album Mic City Sons och på turnén som följde. Tony Lash gick på samma high school som Elliott Smith och spelade trummor i ett av Smiths tidigare band, Stranger Than Fiction. Han lämnade Heatmiser i slutet av 1996, före vad som skulle bli deras sista turné. John Moen (senare i The Decemberists) spelade trummor på deras sista turné.

## Diskografi

### Studioalbum
- 1993 – Dead Air
- 1994 – Cop and Speeder
- 1996 – Mic City Sons

### EP-skivor
- 1992 – The Music of Heatmiser
- 1994 – Yellow No. 5

### Singlar
- 1993 - Stray
- 1994 - Sleeping Pill
- 1996 - Everybody Has It